# Lina Mancini Proia
Lina Mancini Proia (Roma, 1913 – 2002) è stata una matematica e pedagogista italiana.
Fu un'allieva di Guido Castelnuovo e Federigo Enriques.  Nel 1964 divenne un membro della Commissione internazionale per l'insegnamento della matematica (Cieam) ed ebbe così la possibilità di entrare in contatto con i maggiori ricercatori europei in didattica della matematica, tra i quali si annoverano il matematico Gustave Choquet e l'epistemologo genetico Jean Piaget. Una collaborazione di lungo corso con il matematico e pedagogista Lucio Lombardo Radice portò all'elaborazione di un progetto d'insegnamento pilota e alla sua sistematizzazione, nel 1977, nel testo Il metodo matematico. Nella didattica della matematica da loro concepita ha «un ruolo importante l'impianto geometrico a partire dal concetto di trasformazione».

## Opere (parziale)
- Lucio Lombardo Radice e Lina Mancini Proia, Il metodo matematico, 1977.
- Lina Mancini Proia, Geometrie in Cielo e in Terra, a cura di M. Menghini e M. R. Trabalza, Foligno, Edizioni dell'Arquata, 2003.